# Gellin
Gellin là một xã trong vùng hành chính Franche-Comté, thuộc tỉnh Doubs, quận Pontarlier, tổng Mouthe. Tọa độ địa lý của xã là 46° 43' vĩ độ bắc, 06° 14' kinh độ đông. Gellin nằm trên độ cao trung bình là 923 mét trên mực nước biển, có điểm thấp nhất là 915 mét và điểm cao nhất là 1293 mét. Xã có diện tích 4.87 km², dân số vào thời điểm 2005 là 162 người; mật độ dân số là 33 người/km².

## Thông tin nhân khẩu
| 1962 | 1968 | 1975 | 1982 | 1990 | 1999 |
| ---- | ---- | ---- | ---- | ---- | ---- |
| 112  | 113  | 79   | 74   | 93   | 155  |

## Địa điểm tham quan
Nhà thờ Đức Bà được xây dựng năm 1779 và tu bổ năm 1843.